# 413 Edburga
413 Edburga è un asteroide della fascia principale del diametro medio di circa 31,95 km. Scoperto nel 1896, presenta un'orbita caratterizzata da un semiasse maggiore pari a 2,5839275 UA e da un'eccentricità di 0,3431073, inclinata di 18,71694° rispetto all'eclittica.
L'origine del suo nome è sconosciuta.